# Gig Harbor
Gig Harbor es una ciudad ubicada en el condado de Pierce en el estado estadounidense de Washington. En el año 2000 tenía una población de 7.240 habitantes y una densidad poblacional de 573,4 personas por km².

## Geografía
Gig Harbor se encuentra ubicada en las coordenadas 47°19′37″N 122°35′11″O / 47.32694, -122.58639.

## Demografía
Según la Oficina del Censo en 2000 los ingresos medios por hogar en la localidad eran de $43.456, y los ingresos medios por familia eran $57.587. Los hombres tenían unos ingresos medios de $46.250 frente a los $28.487 para las mujeres. La renta per cápita para la localidad era de $28.318. Alrededor del 5,9% de la población estaban por debajo del umbral de pobreza.